# Одайник Оксана Вадимівна
Ода́йник Окса́на Вади́мівна (*28 вересня 1953, Київ, УРСР) — українська художниця, викладачка, Народний художник України (2013), член Національної спілки художників України, доцент кафедри живопису та композиції Академії мистецтв України, дипломантка мистецької премії КОНСХУ у галузі образотворчого мистецтва ім. Ф. Кричевського. лауреатка мистецької премії «Київ» у галузі образотворчого мистецтва ім. Сергія Шишка.

## Біографія
1972 року закінчила Республіканську художню середню школу ім. Т. Г. Шевченка.
1978 року закінчила Київський художній інститут за спеціальністю «художник-живописець» (викладачі: Олександр Михайлович Лопухов, Василь Іванович Гурін, Тетяна Миколаївна Голембієвська, Василь Іванович Забашта, Юлій Миколайович Ятченко).
З 1979 року — членкиня Спілки художників УРСР.
З 2001 року — Заслужений художник України.
З 2005 року — заступник Голови секції живопису Київської організації Національної спілки художників України.
З 2006 року і по теперішній час — членкиня Правління Київської організації Національної спілки художників України.
З 2010 року — членкиня Експертної ради Міністерства культури і туризму України з питань відбору та придбання творів образотворчого, декоративно-прикладного та народного мистецтва .
З 2013 року — Народний художник України.
Викладає в Національній академії образотворчого мистецтва і архітектури, доцент кафедри живопису та композиції НАОМА.
Працює у галузі станкового живопису.

### Сім'я
- Батько — Одайник Вадим Іванович (1925—1984), художник-живописець, Народний художник УРСР[3].
- Мати — Одайник-Самойленко Зоя Олександрівна (1924—2002), художниця-живописиця[3].
- Брат — Одайник Сергій Вадимович (1949—2019), художник-живописець.
- Чоловік — Двоєглазов Михайло Михайлович (нар. 1950), художник-живописець.
- Донька — Двоєглазова Катерина Михайлівна (нар. 1975), художник-живописець.
- Онука — Галинська Марія Владиславівна (нар. 1998).

## Творчість
З 1968 року у доробку мисткині — Оксани Одайник близько 1000 живописних творів: численні пейзажі, жанрові полотна, натюрморти, портрети; 15 персональних виставок в Україні і за кордоном; понад 70 групових виставок, серед яких Всеукраїнські і міжнародні художні виставки, учасник різних АРТ-проектів в Україні та за кордоном.
У творчості Оксани Вадимівни Одайник можна визначити кілька періодів, які говорять про те, що цікавило й захоплювало художницю в той чи інший час. 1980-ті роки можна назвати «традиційними пейзажними». Поїздки на творчі пленери в Седнів і Гурзуф, де є можливість безпосереднього спілкування з природою, малювання з натури дивовижних краєвидів. Оксана Одайник багато працює й у жанрі натюрморту, що став одним із найулюбленіших у всій її творчості.
У 1990-ті роки манера письма Оксани Одайник різко змінюється: це вже надзвичайно експресивні абстрактно-знакові полотна. Поїздка до Франції з персональною виставкою справила вплив на її творчість. Мисткиня мала можливість повніше ознайомитися з творами Ван Гога. Тож не дивно, що невдовзі з'явилася присвячена йому серія робіт (1997–2011).
Головне, що об'єднує полотна, написані Одайник у різні періоди, — це постійні експерименти з формою та кольором. Після абстрактного періоду художниця знову повертається до своїх улюблених жанрів, до пейзажу, натюрморту та квіткових композицій. У них — відчуття первісної зрідненості з могутністю рідної землі, мальовнича згадка про чудову природу України, де народилась і живе Оксана.
Проте художниця знову в пошуках нових горизонтів… Картини «Всі до саду» (2009), «Місто-2010», «Враження» (2010), «Спека» (2011), «Мить» (2011) є своєрідною даниною емоційним враженням Оксани, які перетворюються на головний сюжет полотна. Авторові притаманне яскраве образне бачення. Емоційно насичені полотна Оксани Одайник сповнені внутрішньої сили й гармонії. Вона використовує техніку олійного пастозного живопису. Це надає її полотнам особливої почуттєвої сили. Символічно, що, крім малярства, Оксана спробувала себе в музичній імпровізації: записала сольний компакт-диск «Українська пісня» в аранжуванні київської рок-групи.

### Основні живописні роботи
- «Квітуча гілка» (1970)
- «Гуцульський натюрморт» (1970)
- «Седнівське літо» (1978)[4]
- «Народний майстер» (1980)[5]
- «У парку Лизогубів» (1981)[6]
- «Калина» (1982) [7]
- «Седнів. Вересень» (1982)[8]
- "Ось і літо пройшло. Очаків "(1983)[9]
- «Полудень. Карпати» (1984)[10]
- «Гуцульська оселя» (1984)[11]
- «Пам'яті батька» (1985)[12]
- «Весна в Седневі» (1985)
- «Гурзуф. Чеховський пляж» (1986)
- «Літо, тиха година. Очаків» (1986)[13]
- «Спогади» (Гурзуф)
- «Простір» (Гурзуф) (1987)[14]
- «Осіння мить» Автопортрет. (1987)[15]
- «Зимове сонце» (1987)
- «Листопад» (Гурзуф) (1987)[16]
- «Заграва» (Чорнобиль) (1991)
- «Весна прийде» (Чорнобиль) (1991)
- «Сполохи» (1996)
- «Індус» (1996)[17]
- «Мерехтіння осені» (1998)
- «Містраль» (1999)
- «Vinsent» (2000)
- «Пам'ять сонця (Присвята Ван Гогу)» (2000)
- «Час відкриттів» (2000)
- «Враження» (2000)
- «Барви» (2000)
- «Обличчя № 1» (2001)
- «Аромат квітів» (2001)
- «Відчуття» (2001)
- «Джаз» (2003)
- «Без назви» (2003)
- «Дорога у гори» (2005)
- «Перше враження (Карпати)» (2005)
- «Літній дощ» (2006)
- «Аромат квітів» (2006)
- «Полуднева спека» (2006)
- «Сонячний день» (2007)
- «Літо в Юрках» (2007)
- «Почуття» (2008)
- «Час відкриттів» (2008)[18]
- «Липень» (2008)
- «Всі до саду» (2009)
- «Місто» (2010)[19]
- «Спека» (2011)
- «Мить» (2011)
- «Почуття» (2012)

### Твори в колекціях
Твори художниці є в збірках вітчизняних музеїв, зокрема Національного художнього музею України, Національного художнього музею ім. Андрія Шептицького у Львові, Тернопільському, Уманському, Вінницькому, Ізмаїльському, Бердичівському, Запорізькому музеях, у збірках Міністерства культури та Національної спілки художників України, Фонду сприяння розвитку мистецтв (ФСРМ), а також в приватних колекціях України, Італії, Великої Британії, США, Канади, Японії, Росії, Німеччини, Ізраїлю, Китаю, Франції.

### Основні персональні виставки
- 1995 — «Пам'яті батька». Галерея «Золоті ворота», Київ.
- 1997 — Галерея «Ла Базар», Тулуза, Франція.
- 2001 — Галерея мистецтв «Лавра», Київ.
- 2002 — Галерея Фонду культури, Київ.
- 2003 — «Посвята Ван Гогу». Галерея ФСРМ, Київ.
- 2003 — «Витоки». Зали Національної спілки художників України, Київ.
- 2004 — «Живопис». Зали ФСРМ, Київ.
- 2008 — «Ювілейна». Галерея «Мистець», Київ.
- 2013 — «Ювілейна». Зали Національної спілки художників України, Київ.

### Основні групові виставки
- 1998 — Міжнародний арт-фестиваль, Український дім, Київ.
- 1999 — «Мистецтво України», (5 років ФСРМ), Київ.
- 2000 — «Японія — Україна», Музей, Київ.(альбом)
- 2001 — «Живопис 2001», Всеукраїнське Триєнале живопису. Київ.(альбом)
- 2001 — «10 років незалежності». Галерея мистецтв «Лавра», Київ.
- 2002 — «Витоки». Галерея мистецтв «Лавра», Київ.
- 2002 — «Мистецтво України». ЦБХ, Москва.
- 2004 — «Коло друзів». (10 років ФСРМ), Національний художній музей України, Київ.
- 2005 — «Сучасний український краєвид». Національний український музей, Чикаго.(альбом)
- 2006 — «15 років незалежності». Зали Національної спілки художників України, Київ.
- 2006 — «Art Київ». Український дім, Київ.(альбом).
- 2007 — «Живопис 2007». Всеукраїнське Триєнале живопису. Київ.(альбом)
- 2008 — «70 років Спілки художників України». Київ, Москва.(альбом)

### Нагороди
- 2001 — Заслужений художник України.
- 2006 — Дипломант мистецької премії КОНСХУ у галузі образотворчого мистецтва ім. Ф. Кричевського.
- 2009 — Лауреат мистецької премії «Київ» у галузі образотворчого мистецтва ім. Сергія Шишка[20].
- 2013 — Народний художник України[21]